# Боньча (герб)
Бо́ньча (Бонча, пол. Bończa) — польский дворянский герб итальянского происхождения, впервые упоминаемый в 994 году.
Всего гербов Боньча пользовались более 200 дворянских родов, как католических так и православных: Бадени, Бонецкие, Бонч-Осмоловские, Недобыльские, Романовские (дворянский род, выходцы из Польши), Скаржинские, Томашевские, Тургеневы, Фредро, Шеншины, Шуваловы, Яблонские и др. 

## Описание герба
В Гербовнике дворянских родов Царства Польского имеется четыре герба данного имени:
1. Герб Боньча: в голубом поле единорог белый, вправо. В навершие шлема выходящий белый же единорог[2].
2. Герб Боньча II: в голубом поле белый единорог, пересечённый золотым полумесяцем, рогами вправо, несколько вверх обращенными, у верхнего рога три золотые шестиконечные звезды, в виде треугольника обращённого основанием вниз. В навершие шлема выходящий белый единорог, вправо.
3. Герб Боньча III: в голубом поле единорог белый, на шее которого зелёный венок. В навершие шлема пять страусовых перьев.
4. В красном поле единорог белый, вправо. В навершие шлема выходящий белый же единорог, вправо.[3].

## Варианты герба Боньча православных дворянских родов Российской империи

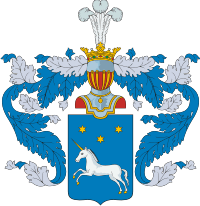
Герб Тургеневых
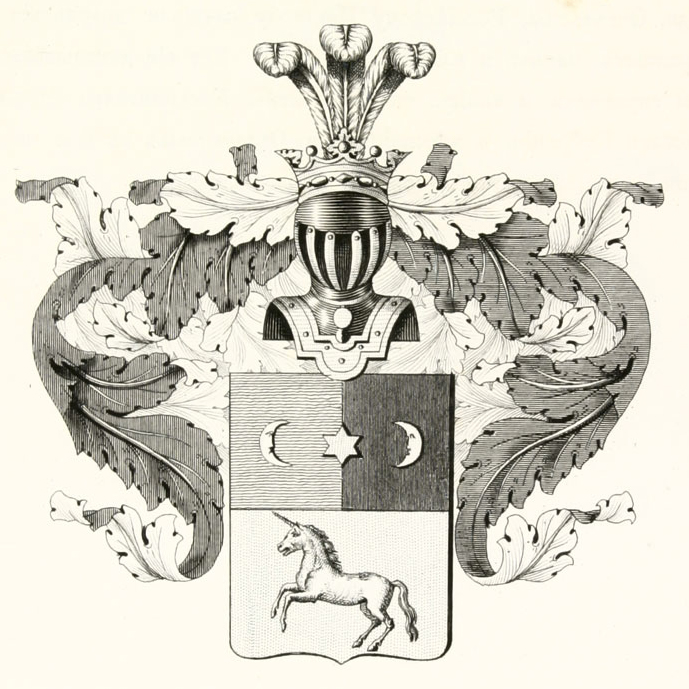
Герб Астафьевых (потомство Ивана Табаевича)
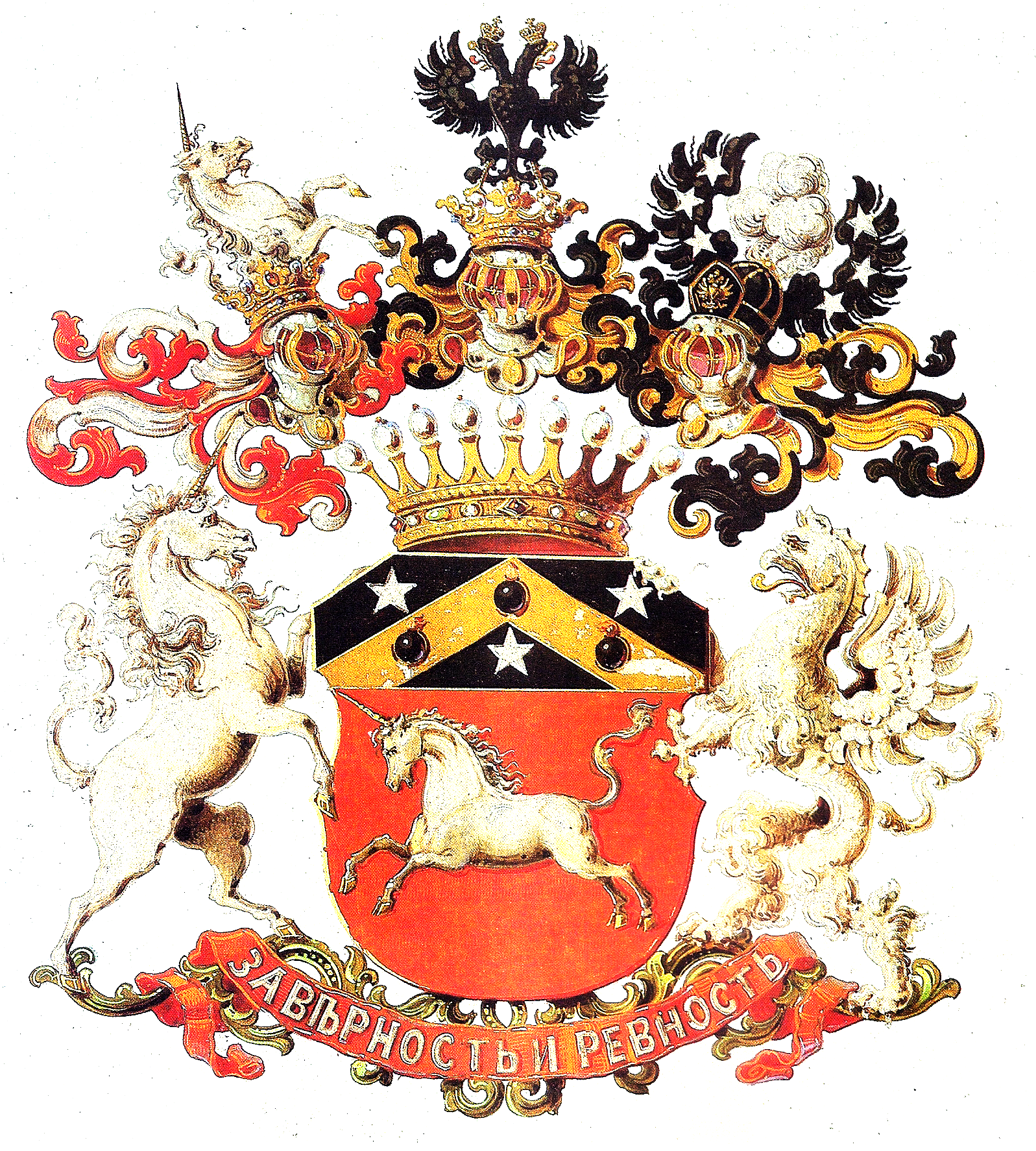
Герб Шуваловых
Герб Бонч-Осмоловских (базовый вариант)

## История
Родоначальник рода Бончиев, Межб (Бонифаций), выехал из Италии в 994/996 г. и принял фамилию Бонча или по имени Бонифаций в сокращенном и испорченном виде, или за свои богатства (bona), или, наконец, потому, что прибыл в благоприятное время (bona, czas). В некоторых гербах единорог бывает пересечён золотым полумесяцем, и в левой половине щита расположены в виде треугольника три золотые звезды.
"Что до имени Бонча, то С. Окольский и Ks. Рутка предполагают, что правильное [итальянское] имя Межба было Бонифаций, которое по-польски в данное время было то же самое, что Бонча. Герб, имение и он сам [в Польше] были названы Бончей.